# Jurij Ivanovič Onufrienko
Jurij Ivanovič Onufrienko (in russo Юрий Иванович Онуфриенко?; Ucraina, 6 febbraio 1961) è un cosmonauta ucraino naturalizzato russo.
Ha partecipato alla missione Sojuz TM-23.
Ha poi soggiornato sulla Stazione spaziale internazionale (ISS) prendendo il comando della Expedition 4. Ha raggiunto la ISS con il volo STS-108 dello Space Shuttle e ha fatto ritorno sulla terra con STS-111.